# 김태현 (1996년)
김태현(金泰賢, 1996년 12월 19일 ~ )은 대한민국의 축구 선수로 포지션은 오른쪽 풀백, 수비형 미드필더, 왼쪽 풀백이며 현재 K리그1 전북 현대 모터스 소속이다.

## 클럽 경력
2015년 용인대학교 축구부에서 대학 축구 생활을 시작하였다. 2017년 U리그에서 11경기 5골 4도움을 기록하며, 용인대의 U리그 권역 우승에 이바지하였다.
2018년 1월 4일 대학교 3학년을 마치고 K리그2의 안산 그리너스에 입단하였다.
2019 시즌을 앞두고 서울 이랜드로 이적하였다.
2020 시즌을 앞두고 K리그2의 안산 그리너스로 다시 이적했다.
2021 시즌을 앞두고 전남 드래곤즈로 이적했다.